# الطوابع البريدية والتاريخ البريدي لإمارة أبو ظبي
كانت أبو ظبي في السابق أكبر المشيخات السبع التي تشكل إمارات الساحل المتصالح على ساحل القراصنة في شرق الجزيرة العربية بين عمان وقطر. تبلغ مساحة إمارات الساحل المتصالح ككل حوالي 32000 ميل مربع (83000 كيلومتر مربع) منها أبو ظبي وحدها تبلغ مساحتها 26000 ميل مربع (67000 كيلومتر مربع). كانت العاصمة مدينة أبو ظبي التي تقع على جزيرة بحرية واستيطنت لأول مرة عام 1761.

## التاريخ
نشأ اسم إمارات الساحل المتصالح من المعاهدات المبرمة مع بريطانيا العظمى في عام 1820 والتي ضمنت شرط الهدنة في المنطقة وقمع القرصنة والعبودية. انتهت المعاهدة في 31 ديسمبر 1966. واتخذ قرار تشكيل دولة الإمارات العربية المتحدة في 18 يوليو 1971 وتأسس الاتحاد في 1 أغسطس 1972، على الرغم من أن الطوابع البريدية الافتتاحية لدولة الإمارات العربية المتحدة لم تصدر حتى 1 يناير 1973.

## الخدمات البريدية

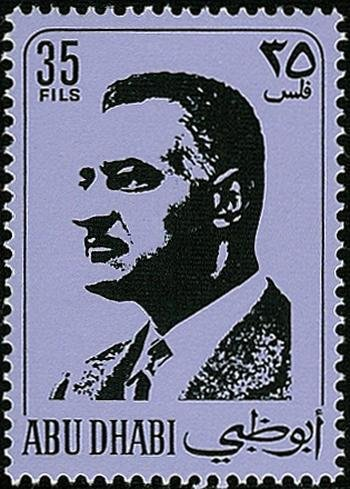
الرئيس جمال عبد الناصر 1971.

في ديسمبر 1960، وفرت طوابع بريدية من وكالات البريد البريطانية في شرق الجزيرة العربية لعمال البناء في جزيرة داس ولكن الخدمة البريدية كانت تدار عبر مكتب الوكالة في البحرين. البريد كان أيضًا ختم بريدي من البحرين، لذلك لم يكن هناك مؤشر واضح على أن رسالة قد جاءت من جزيرة داس.
وفي 30 مارس 1963، افتتحت وكالة بريطانية في أبو ظبي وأصدرت طوابع الوكالة بعد اعتراض الشيخ على استخدام إمارات الساحل المتصالح ختم نهائي. استمرت إدارة البريد من جزيرة داس من قبل البحرين ولكن إلغى الآن بواسطة ختم بريد إمارات الساحل المتصالح في أبو ظبي.

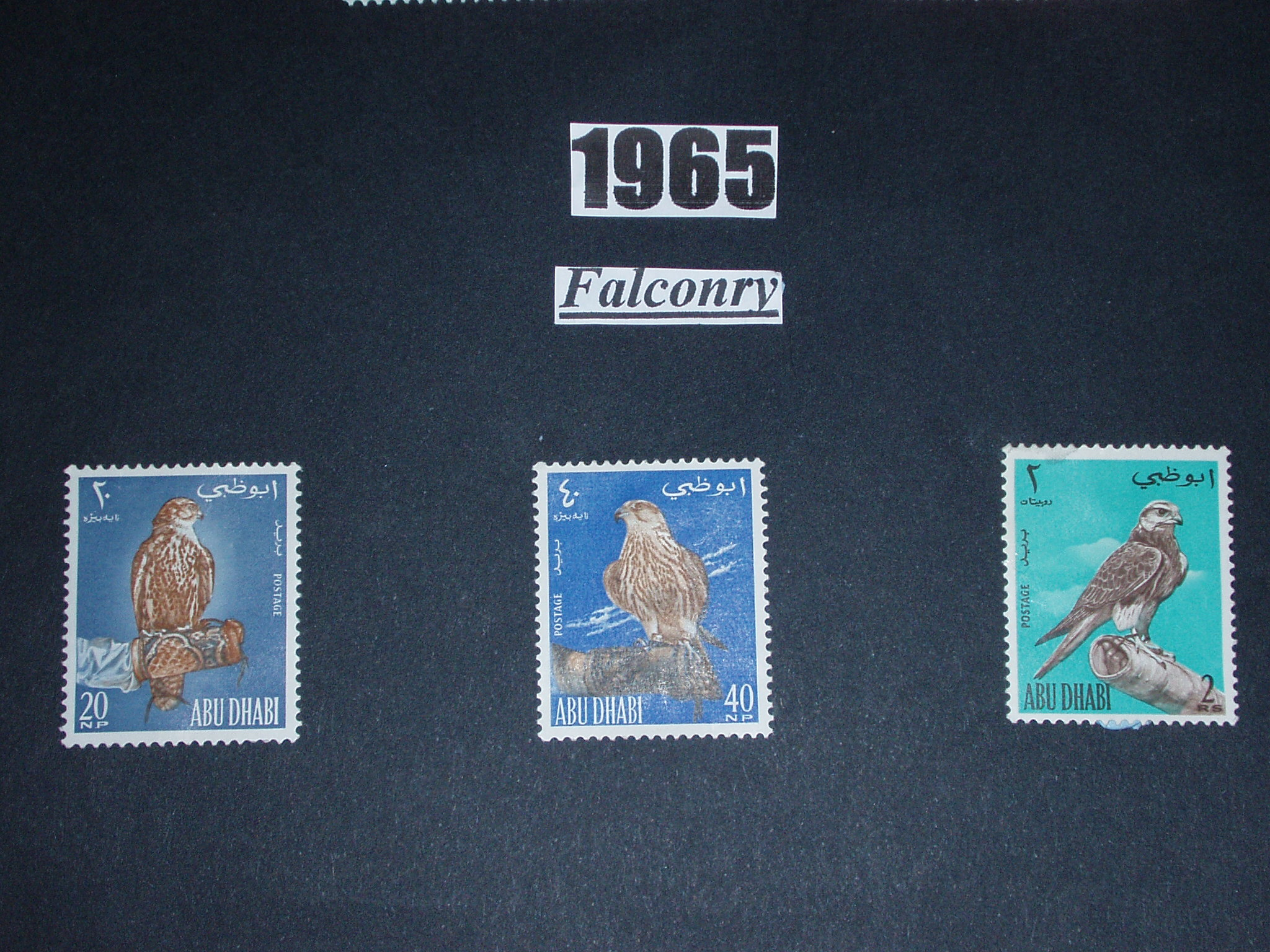
طوابع الصقارة لعام 1965.

كانت طوابع أبو ظبي الأولى عبارة عن سلسلة نهائية بتاريخ 30 مارس 1964 تصور الشيخ شخبوط بن زايد آل نهيان. كانت هناك إحدى عشرة قيمة تحت العملة الهندية التي استخدمت بقيمة 100 ناي بايس = 1 روبية. كان نطاق القيم من 5 إلى 10 روبية.

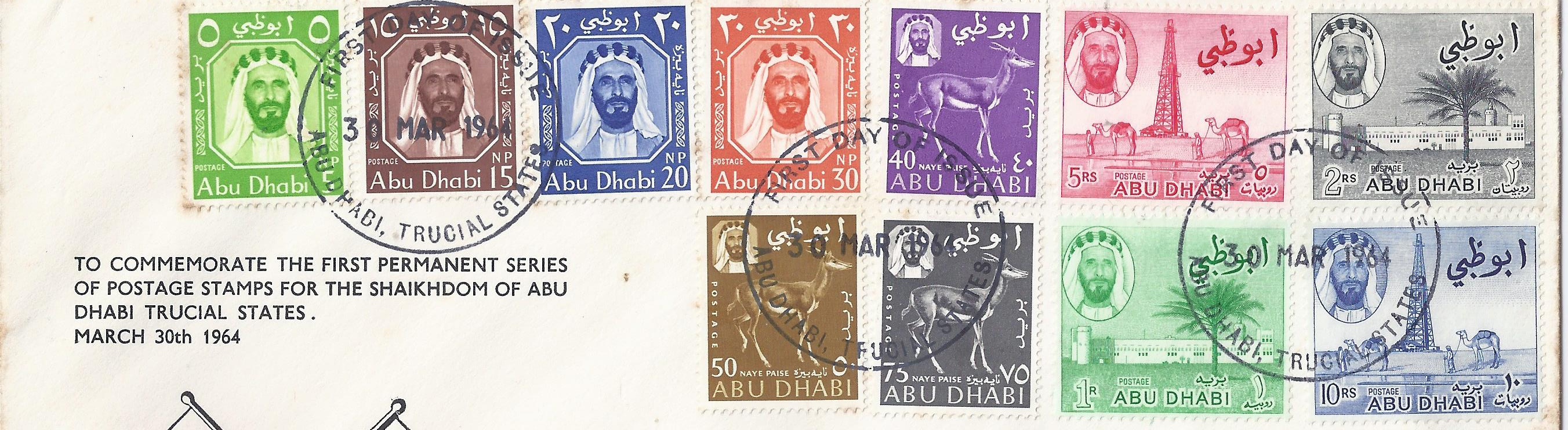
أول طوابع لإمارة أبوظبي صدرت عام 1964 والتي تصور الحاكم في ذلك الوقت الشيخ شخبوط بن زايد آل نهيان.

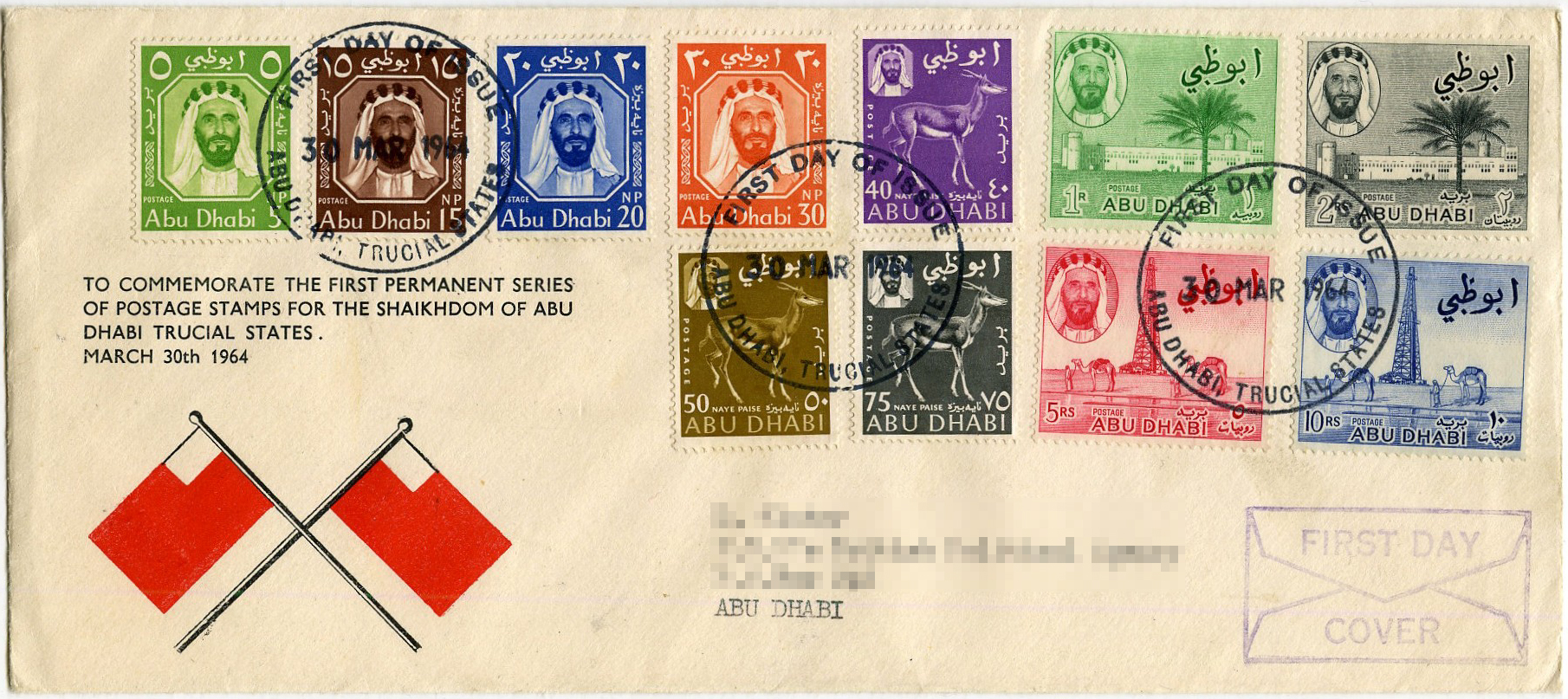
طوابع لإمارة أبوظبي صدرت عام 1964

وعلى الرغم من طرح هذه التعريفات، ظلت طوابع الوكالة البريطانية سارية المفعول في كل من أبوظبي وجزيرة داس حتى نهاية عام 1966 عندما سحبت.
افتتح مكتب بريد في جزيرة داس في 6 يناير 1966، مما أنهى خدمة البحرين. يتم الآن التعامل مع البريد من جزيرة داس داخل أبوظبي.
عندما انتهت المعاهدة مع بريطانيا العظمى في نهاية عام 1966، طرحت أبو ظبي عملة جديدة بقيمة 1000 فلس = 1 دينار وتولت إدارتها البريدية الخاصة، بما في ذلك جزيرة داس مكتب. كانت الإصدارات السابقة خاضعة لـ رسوم إضافية بهذه العملة وإصدر ختم نهائي بديلة تصور الحاكم الجديد، الشيخ زايد بن سلطان آل نهيان. استمرت المشكلات حتى ظهور الطوابع الإماراتية في عام 1973.
إجمالاً، أصدرت أبوظبي 95 طابعًا في الفترة من 1964 إلى 1972، وكانت المجموعة النهائية عبارة عن ثلاث مناظر لـ قبة الصخرة في القدس.

## روابط خارجية
- موقع طوابع أبوظبي